# Pazolastock-Rheinquelle-Weg
Als Pazolastock-Rheinquelle-Weg wird die Schweizer Wanderroute 676 (eine von 269 lokalen Routen) in der Gotthard-Gruppe bezeichnet. Der Rundweg beginnt und endet am Oberalppass in der Schweiz an der Grenze zwischen den Kantonen Uri und Graubünden; er führt zunächst auf den Pazolastock (2739 m ü. M.), dann etwas oberhalb der Rheinquelle hinab zur Badushütte (2502 m ü. M.) und zum Tomasee (2344 m ü. M.). Von hier geht es zusammen mit dem Vier-Quellen-Weg zurück zum Oberalppass.

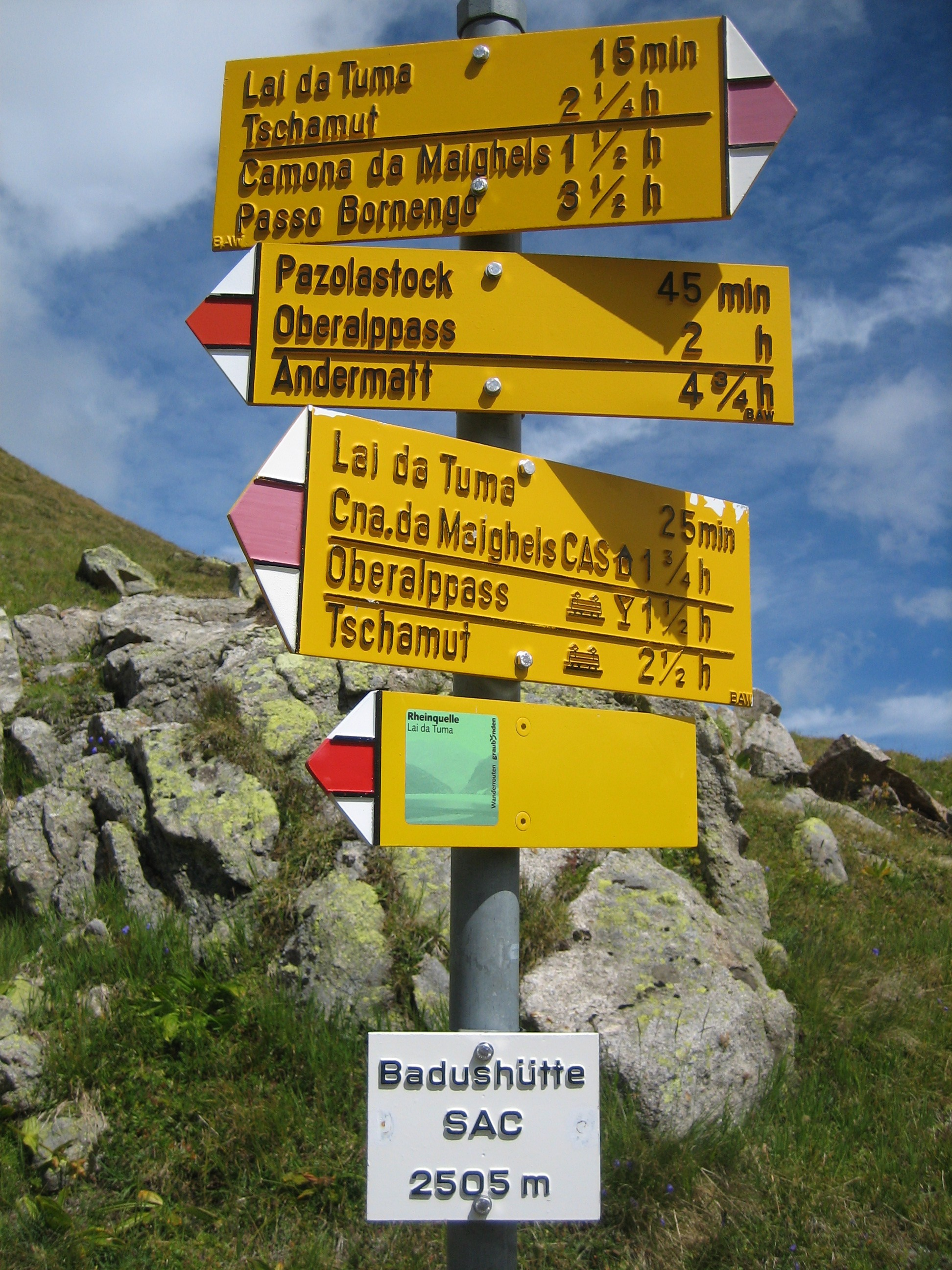
Wegweiser nahe der Badushütte

Der Ausgangspunkt (2044 m ü. M.) ist mit Bahn oder Bus zu erreichen; die Stationen und der Parkplatz liegen auf der Urner Seite. Die Wegstrecke beträgt zehn Kilometer, es sind 900 Höhenmeter im Auf- und Abstieg zu überwinden; die Wanderzeit wird mit vier Stunden und 25 Minuten angegeben.

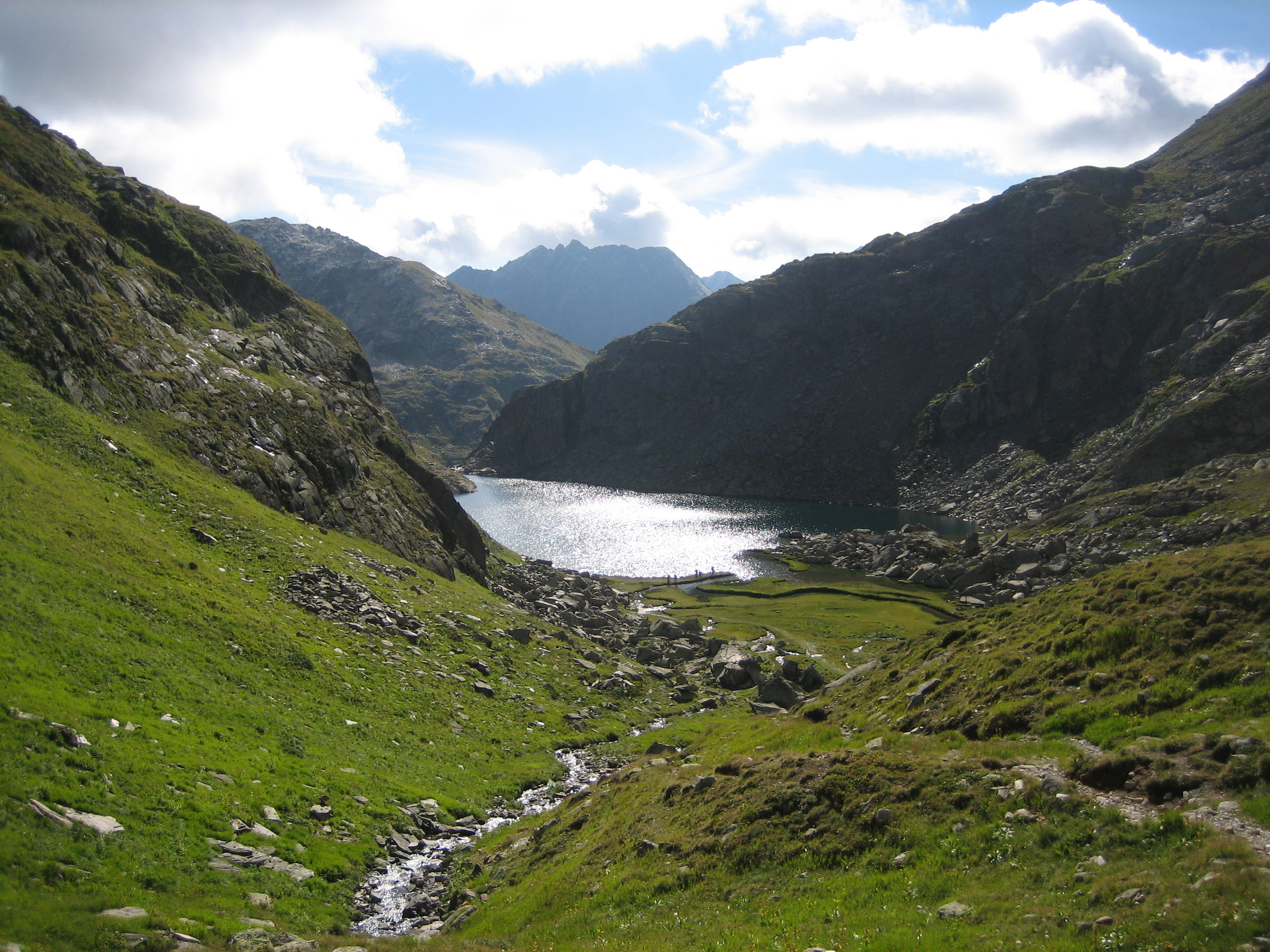
Oberhalb des Tomasees

Kurz vor dem Gipfel des Pazolastocks wechselt der Weg auf die Urner Seite, es geht knapp am Gipfel vorbei und entlang der Grenze bis kurz vor die Martschallücke, wo der Kulminationspunkt erreicht wird.
Am Oberalppass führt die erste Etappe der Senda Sursilvana (Andermatt – Sedrun) vorbei.

## Nachweise
1. ↑  Alle lokalen Routen bei SchweizMobil.
2. ↑  Lage & Höhe gemäß «geo admin.ch».